# José Antonio Canales Motiño
José Antonio Canales Motiño (* 19. März 1962 in La Lima, Honduras) ist ein honduranischer Geistlicher und römisch-katholischer Bischof von Danlí.

## Leben
José Antonio Canales Motiño empfing am 12. Oktober 1996 das Sakrament der Priesterweihe für das Bistum San Pedro Sula.
Am 2. Januar 2017 ernannte ihn Papst Franziskus zum ersten Bischof des mit gleichem Datum errichteten Bistums Danlí. Der Erzbischof von Tegucigalpa, Óscar Kardinal Rodríguez Maradiaga SDB, spendete ihm am 11. März desselben Jahres die Bischofsweihe. Mitkonsekratoren waren der Bischof von San Pedro Sula, Angel Garachana Pérez CMF, und der Bischof von Choluteca, Guy Charbonneau PME.